# Округ Лаквепарле (Минесота)
Лаквепарле (енгл. Lac qui Parle County) је округ у америчкој савезној држави Минесота.

## Демографија
По попису из 2010. године број становника је 7.259, што је 808 (-10,0%) становника мање него 2000. године.
| Група             | 2000.         | 2010.         |
| Белци             | 7.965 (98,7%) | 7.040 (97,0%) |
| Афроамериканци    | 13 (0,2%)     | 17 (0,2%)     |
| Азијати           | 26 (0,3%)     | 29 (0,4%)     |
| Хиспаноамериканци | 21 (0,3%)     | 108 (1,5%)    |
| Укупно            | 8.067         | 7.259         |